# Phalut
Phalut és un dels principals coms de les muntanyes Singalila, derivació de les muntanyes Himàlaia al districte de Darjeeling al nord de Bengala Occidental. La seva altura és de 3.661 metres i està situat a 27° 13′ N, 88° 03′ E / 27.217°N,88.050°E. La carretera de la frontera del Nepal passa per aquesta muntanya.